# KP Unia Racibórz
KS Unia Racibórz – klub piłkarski z Raciborza grający w sezonie 2024/2025 w klasie okręgowej, gr. śląskiej III. W sezonach 1963/1964 i 1964/1965 uczestnik ówczesnej I ligi. Wywodzi się z klubu KS Plania.

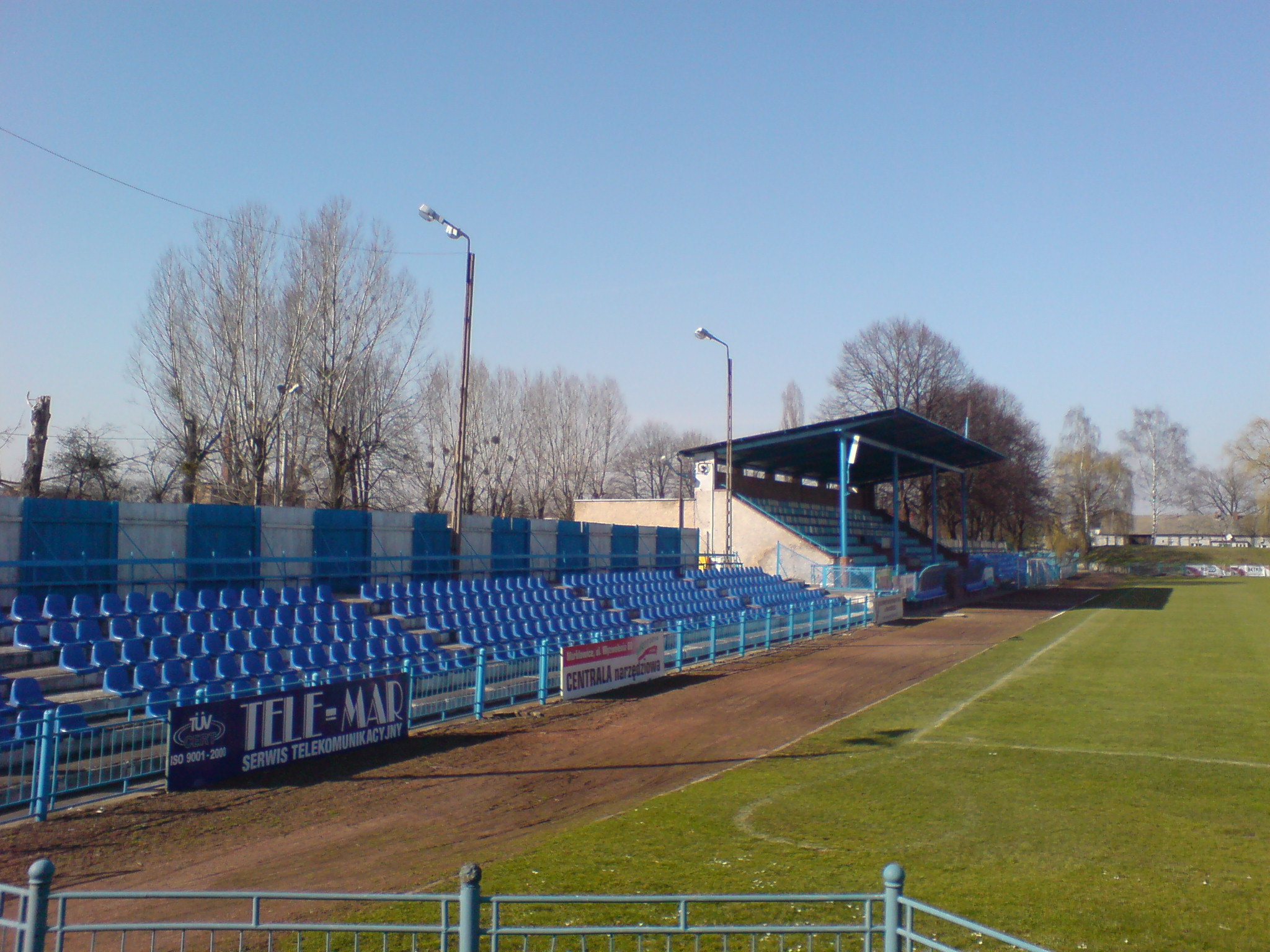
Stadion Unii

## Sukcesy krajowe
- 8. miejsce w I lidze – sezon 1963/64
- półfinał Pucharu Polski – 1956/57
- Mistrz Polski juniorów U-19 (2) – 1954, 1956

## Historia Unii

### Nazwy klubu
- 27 kwietnia 1946 – I zebranie konstytucyjne klubu i nadanie mu nazwy Klub Sportowy Plania Racibórz
- 5 maja 1946 - otwarcie stadionu przy ul. Srebrnej
- 1947 - awans drużyny piłkarskiej do klasy A
- 1947 - masowe zakażenie zawodników trychinozą[1]
- czerwiec 1949 – ZKS Chemik Racibórz
- listopad 1949 – ZKS Unia Racibórz
- 1954 - Mistrzostwo Polski juniorów w piłce nożnej
- 1956 - ponowne zdobycie Mistrzostwa Polski w piłce nożnej przez juniorów
- 1957 - zmiana koła sportowego na klub sportowy
- 1957 - awans drużyny piłkarskiej do drugiej ligi
- 1957 - dojście drużyny piłkarskiej do półfinału rozgrywek o Puchar Polski
- 18 marca 1957 – Klub Sportowy Unia Racibórz
- 1963 - awans drużyny piłkarskiej do pierwszej ligi
- 1997 – RTP Unia Racibórz
- 2008 – Klub Piłkarski Unia Racibórz

### Unia w I lidze
Historycznym osiągnięciem klubu jest ósma lokata zdobyta w sezonie 1963/1964 w I lidze. Był to pierwszy sezon Unii na najwyższym poziomie ligowym. W sezonie 1964/1965 Unia zajęła ostatnią pozycję w tabeli i pożegnała się z I ligą.
| Lp | Klub               | Mecze | Bramki | Punkty |
| -- | ------------------ | ----- | ------ | ------ |
| 1  | Górnik Zabrze      | 26    | 59:24  | 40     |
| 2  | Zagłębie Sosnowiec | 26    | 55:41  | 31     |
| 3  | Odra Opole         | 26    | 42:31  | 31     |
| 4  | Legia Warszawa     | 26    | 44:36  | 31     |
| 5  | Polonia Bytom      | 26    | 40:35  | 27     |
| 6  | Szombierki Bytom   | 26    | 45:42  | 26     |
| 7  | Ruch Chorzów       | 26    | 34:38  | 24     |
| 8  | Unia Racibórz      | 26    | 45:51  | 24     |
| 9  | Gwardia Warszawa   | 26    | 35:41  | 24     |
| 10 | Łódzki KS          | 26    | 27:37  | 23     |
| 11 | Stal Rzeszów       | 26    | 32:44  | 23     |
| 12 | Pogoń Szczecin     | 26    | 29:36  | 21     |
| 13 | Wisła Kraków       | 26    | 29:45  | 21     |
| 14 | Arkonia Szczecin   | 26    | 30:45  | 18     |

| Lp | Klub               | Mecze | Bramki | Punkty |
| -- | ------------------ | ----- | ------ | ------ |
| 1  | Górnik Zabrze      | 26    | 61:35  | 37     |
| 2  | Szombierki Bytom   | 26    | 53:44  | 32     |
| 3  | Zagłębie Sosnowiec | 26    | 57:36  | 31     |
| 4  | Legia Warszawa     | 26    | 56:31  | 30     |
| 5  | Polonia Bytom      | 26    | 48:38  | 26     |
| 6  | Gwardia Warszawa   | 26    | 31:30  | 26     |
| 7  | Ruch Chorzów       | 26    | 41:41  | 26     |
| 8  | Zawisza Bydgoszcz  | 26    | 34:41  | 24     |
| 9  | Łódzki KS          | 26    | 25:32  | 24     |
| 10 | Odra Opole         | 26    | 26:35  | 24     |
| 11 | Śląsk Wrocław      | 26    | 35:46  | 24     |
| 12 | Stal Rzeszów       | 26    | 30:35  | 23     |
| 13 | Pogoń Szczecin     | 26    | 31:41  | 23     |
| 14 | Unia Racibórz      | 26    | 32:75  | 14     |

### Miejsca drużyny w ligach
| Sezon   | Liga                                | Miejsce | Uwagi                                                      |
| ------- | ----------------------------------- | ------- | ---------------------------------------------------------- |
| 1958    | II liga                             | 4       | gr. południowa                                             |
| 1959    | II liga                             | 2       | gr. południowa                                             |
| 1960    | II liga                             | 3       | gr. północna                                               |
| 1961    | II liga                             | 5       |                                                            |
| 1962    | II liga                             | 4       | grupa A                                                    |
| 1962/63 | II liga                             | 2       | awans                                                      |
| 1963/64 | I liga                              | 8       | najwyższe miejsce w historii klubu                         |
| 1964/65 | I liga                              | 14      | spadek                                                     |
| 1965/66 | II liga                             | 3       |                                                            |
| 1966/67 | II liga                             | 4       |                                                            |
| 1967/68 | II liga                             | 5       |                                                            |
| 1968/69 | II liga                             | 4       |                                                            |
| 1969/70 | II liga                             | 7       |                                                            |
| 1970/71 | II liga                             | 13      | spadek                                                     |
|         |                                     |         |                                                            |
| 1998/99 | klasa okręgowa (grupa Katowice III) | 10      |                                                            |
| 1999/00 | klasa okręgowa (grupa Katowice III) | 1       | awans                                                      |
| 2000/01 | IV liga (grupa śląska II)           | 4       |                                                            |
| 2001/02 | IV liga (grupa śląska II)           | 7       |                                                            |
| 2002/03 | IV liga (grupa śląska II)           | 6       |                                                            |
| 2003/04 | IV liga (grupa śląska II)           | 8       |                                                            |
| 2004/05 | IV liga (grupa śląska II)           | 11      |                                                            |
| 2005/06 | IV liga (grupa śląska II)           | 16      | spadek                                                     |
| 2006/07 | klasa okręgowa (grupa Katowice III) | 1       | awans                                                      |
| 2007/08 | IV liga (grupa śląska II)           | 11      |                                                            |
| 2008/09 | IV liga (grupa śląska II)           | 11      | reforma rozgrywek – IV liga stała się V szczeblem          |
| 2009/10 | IV liga (grupa śląska II)           | 12      |                                                            |
| 2010/11 | IV liga (grupa śląska II)           | 12      |                                                            |
| 2011/12 | IV liga (grupa śląska II)           | 14      |                                                            |
| 2012/13 | IV liga (grupa śląska II)           | 14      |                                                            |
| 2013/14 | IV liga (grupa śląska II)           | 13      |                                                            |
| 2014/15 | IV liga (grupa śląska II)           | 9       |                                                            |
| 2015/16 | IV liga (grupa śląska II)           | 11      |                                                            |
| 2016/17 | IV liga (grupa śląska II)           | 7       |                                                            |
| 2017/18 | IV liga (grupa śląska II)           | 11      |                                                            |
| 2018/19 | IV liga (grupa śląska II)           | 14      | spadek                                                     |
| 2019/20 | klasa okręgowa (grupa śląska III)   | 7       |                                                            |
| 2020/21 | klasa okręgowa (grupa śląska III)   | 3       |                                                            |
| 2021/22 | klasa okręgowa (grupa śląska III)   | 1       | awans                                                      |
| 2022/23 | IV liga (grupa śląska II)           | 14      | spadek                                                     |
| 2023/24 | klasa okręgowa (grupa śląska III)   | 12      |                                                            |
| 2024/25 | klasa okręgowa (grupa śląska III)   | 11      | reforma rozgrywek – klasa okręgowa stała się VII szczeblem |